# Віндем (переписна місцевість, Нью-Йорк)
Віндем (англ. Windham) — переписна місцевість (CDP) в США, в окрузі Грін штату Нью-Йорк. Населення — 371 особа (2020).

## Географія
Віндем розташований за координатами 42°18′54″ пн. ш. 74°14′54″ зх. д. / 42.31500° пн. ш. 74.24833° зх. д. (42.314967, -74.248234).  За даними Бюро перепису населення США в 2010 році переписна місцевість мала площу 4,86 км², уся площа — суходіл.

## Демографія
Згідно з переписом 2010 року, у переписній місцевості мешкало 367 осіб у 180 домогосподарствах у складі 92 родин. Густота населення становила 76 осіб/км².  Було 508 помешкань (105/км²).
Расовий склад населення:
| - 92,4 % — білих - 1,6 % — азіатів - 0,3 % — чорних або афроамериканців - 3,5 % — осіб інших рас |

До двох чи більше рас належало 2,2 %. Частка іспаномовних становила 7,9 % від усіх жителів.
За віковим діапазоном населення розподілялося таким чином: 16,3 % — особи молодші 18 років, 59,4 % — особи у віці 18—64 років, 24,3 % — особи у віці 65 років та старші. Медіана віку мешканця становила 47,9 року. На 100 осіб жіночої статі у переписній місцевості припадало 107,3 чоловіків;  на 100 жінок у віці від 18 років та старших — 108,8 чоловіків також старших 18 років.
Середній дохід на одне домашнє господарство  становив 49 850 доларів США (медіана — 39 135), а середній дохід на одну сім'ю — 74 685 доларів (медіана — 74 688). За межею бідності перебувало 22,4 % осіб, у тому числі 0,0 % дітей у віці до 18 років та 14,3 % осіб у віці 65 років та старших.
Цивільне працевлаштоване населення становило 114 осіб. Основні галузі зайнятості: науковці, спеціалісти, менеджери — 17,5 %, роздрібна торгівля — 16,7 %, публічна адміністрація — 14,9 %.